# Bernardino Ricca
Bernardino Ricca talvolta citato come Bernardino Ricco o Bernadinus Richus (Cremona, 1450 – ...) è stato un pittore italiano attivo a Cremona.

## Biografia
Nel 1510 affrescò il soffitto della navata della chiesa di Sant'Agata a Cremona. Gli affreschi, che furono distrutti nella ricostruzione della chiesa del XIX secolo, raffiguravano un cielo blu con rami frondosi e putti. Dipinse anche nel Duomo insieme al pittore Alessandro Pampurino. Nella chiesa di San Pietro di Cremona, vicino al portale principale, c'era una Pietà fortemente ritoccata dipinta nel 1521 da Bernadinus Richus.